# Club Atlético Peñarol Mar del Plata
Il Club Atlético Peñarol, comunemente chiamato Peñarol de Mar del Plata o semplicemente Peñarol è una società polisportiva argentina con sede a Mar del Plata. Il club è noto soprattutto per la sua squadra di pallacanestro, che attualmente milita nella Liga Nacional de Básquet (LNB), il massimo livello del sistema cestistico argentino. Le partite casalinghe si disputano all'Estadio Polideportivo Islas Malvinas.
L'epoca più vincente del club è stata quella durante gli anni dieci del duemila, durante la quale ha conquistato cinque tornei ufficiali: la FIBA Americas League, la Liga Nacional, l’InterLigas e la Copa Argentina.
Oltre al basket, al Peñarol si praticano anche altre attività sportive come il calcio, la pallavolo e le arti marziali.

## Storia
Il Peñarol nacque nel 1922, quando un gruppo di abitanti del quartiere decise di creare un’associazione per svolgere riunioni di vicinato, attività sociali e sportive, tra le altre. Il nome venne scelto in onore del Club Atlético Peñarol di Montevideo, dopo una tournée che il club uruguaiano effettuò proprio in quell’anno in Argentina.

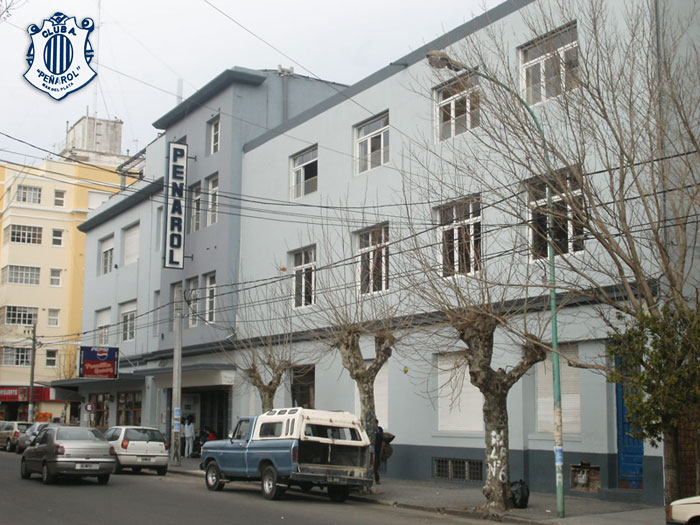
La sede centrale del Peñarol.

Poco a poco, il club crebbe fino a diventare una delle istituzioni più importanti di Mar del Plata. Per quanto riguarda i colori sociali, diciassette dei trentatré presenti alla riunione fondativa furono d’accordo nel scegliere il bianco e il blu a righe sottili e verticali, da cui deriva il soprannome milrayitas (millestrisce).
Il club fu fondato con l’obiettivo di svolgere attività sociali e promuovere uno sport che all’epoca stava acquisendo popolarità: il calcio. Il primo titolo arrivò nel 1927, quando vinse la Liga Marplatense de Fútbol. Dal punto di vista strutturale, il club non disponeva di una sede fissa, le attività sociali cambiavano spesso luogo e solo successivamente venne acquistato lo stabili dell’attuale sede in Calle Garay 2524.
Alla fine degli anni ’40, Juan J. García propose di aggiungere la pallacanestro tra le attività del club: fu così che si cominciò con la sezione femminile. Il settore maschile si sviluppò solo alcuni anni dopo, in parte ritardato dai buoni risultati del calcio, come quelli ottenuti nel campionato del 1949. Nel 1951, il Peñarol si affiliò all’Associazione Marplatense di Pallacanestro. Nel 1979 arrivò il primo titolo nella pallacanestro.

### Pallacanestro a livello nazionale
Sebbene fosse una realtà di quartiere, il grande salto alla ribalta avvenne nel 1985, quando il club decise di partecipare alla Liga Nacional de Básquet. Iniziò dalla Primera Nacional “B” (seconda divisione) nel 1985, riuscendo a evitare la retrocessione nella prima partecipazione. L’anno successivo arrivò fino alla fase finale , dove terminò quarto, senza ottenere la promozione.
Nel 1987, riuscì finalmente a ottenere la promozione in prima divisione, chiudendo secondo nell’esagonale finale, e da allora non ha mai lasciato la massima categoria della pallacanestro in Argentina.
Nella sua prima stagione in Liga Nacional, il Peñarol si classificò dodicesimo su sedici, mantenendo la categoria. A partire da lì, il club iniziò una progressiva scalata, con un primo picco nella stagione 1991-92, quando chiuse al settimo posto e ottenne per la prima volta l'accesso ai play-off.

### Primo titolo LNB

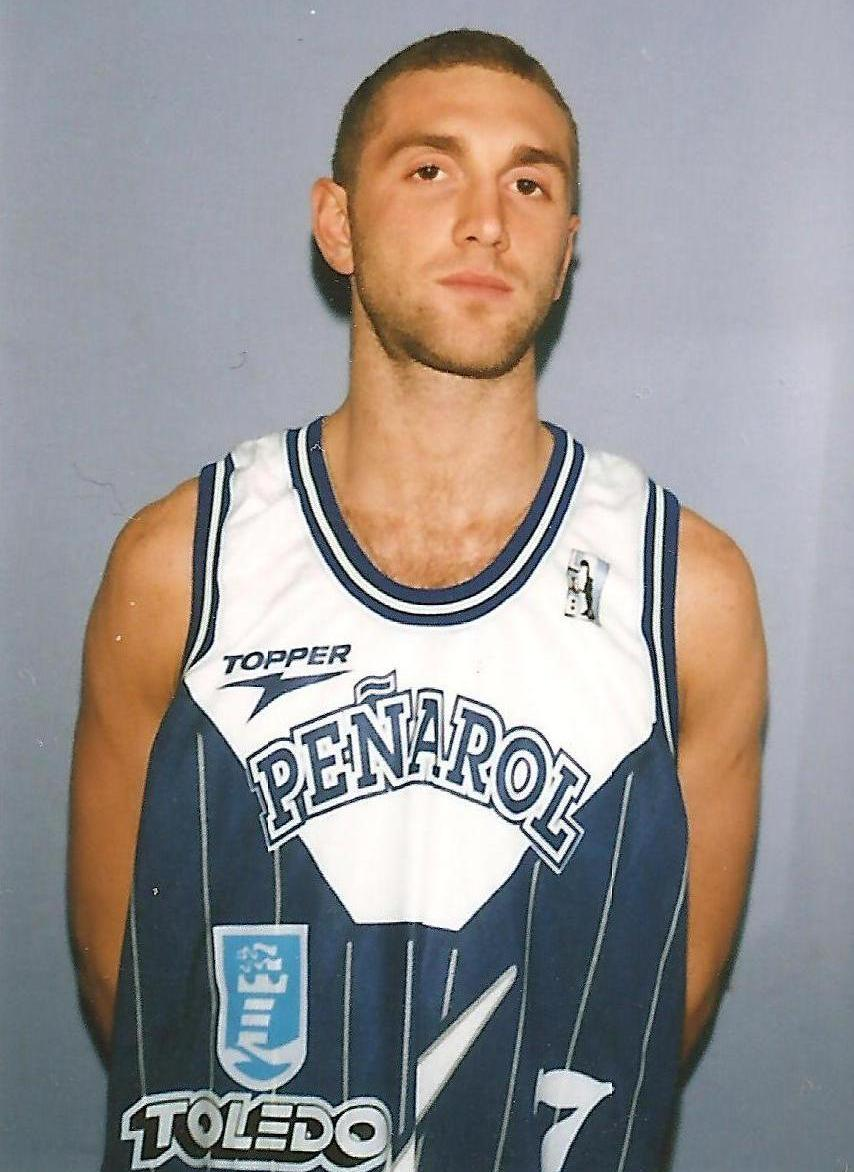
Homero Rasch, giocatore dei Milrayitas negli anni novanta.

Dopo sei stagioni nella massima serie, il club costruì una squadra molto competitiva in vista della Liga Nacional 1993-994, con Marcelo Richotti, Ariel Bernardini, Esteban De la Fuente, Diego Maggi, Marcelo Vildoza, Carlos Simoni, Gustavo Nóbile, Guillermo Roldán, Martín Fernández, Wallace Bryant, Enrique Tabbia e Sam Ivy. Giocarono anche Ed Horton, Lee Campbell, Ken Johnson,Willie Simms e Randy Henry, ma furono tagliati prima della fine della stagione. L’allenatore era Néstor García.
In quella stagione, il Peñarol conquistò il titolo con grande solidità, dominando la classifica per buona parte dell’anno e travolgendo gli avversari nei play-off. In finale affrontò l'Independiente, vincendo la serie con un netto 4-1. Da sottolineare il record ancora imbattuto di 17 vittorie consecutive in quella stagione. Chiuse con 41 vittorie su 57 partite, per una percentuale di vittorie del 71%.
Quel titolo consentì al club di partecipare alle prime competizioni internazionali: il Campeonato Sudamericano de Clubes 1995 a Bucaramanga, in Colombia, dove chiuse terzo, e il Campionato Panamericano 1995 in Brasile, dove concluse al secondo posto la competizione. Nella stagione 1994-95, Peñarol terminò settimo, dopo essere stato eliminato dall' Atenas Córdoba.

### Anni di instabilità sportiva
Il club tornò a lottare nelle posizioni alte della classifica nella stagione 1995-96, con una striscia iniziale di 11 vittorie consecutive, chiudendo terzo nella classifica generale. Tuttavia, non concretizzò nei play-off e finì quinto, dopo essere stato eliminato dall'Independiente, nonostante il vantaggio del fattore campo.
Poi seguirono tre stagioni difficili, in cui Peñarol si classificò tra il dodicesimo e il tredicesimo posto, cercando semplicemente di mantenere la categoria e senza possibilità di lottare per il titolo.
La rinascita arrivò nella stagione 1999-2000, che cominciò con risultati negativi ma culminò con l’accesso alle semifinali, partendo dal gruppo A2 e battendo il Boca Juniors in una memorabile gara 5 alla Bombonerita, davanti a circa 1000 tifosi marplatensi accorsi per assistere al match. Nel 2001 Peñarol tornò a lottare per il titolo, arrivando anche in vetta alla classifica a metà stagione, con una serie di 11 vittorie consecutive. Concluse la fase regolare terzo, ma non andò oltre nei play-off, chiudendo l’anno sesto.
Dopo questo breve periodo positivo, arrivarono tre stagioni complicate, in cui la squadra lottò per non retrocedere e dovette affrontare gravi problemi economici. Nella stagione 2003-04 sfiorò la retrocessione, riuscendo a salvarsi solamente alla fine della stagione.

### Inizio degli anni di gloria

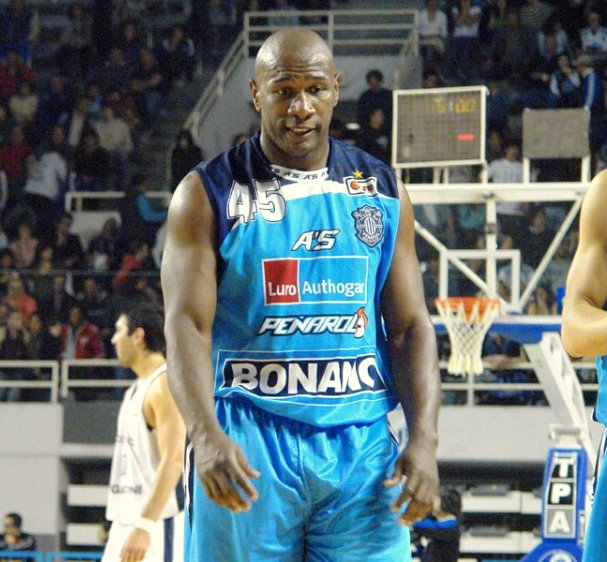
Byron Wilson, giocatore del Peñarol nella stagione 2007.

La stagione 2006-07 cominciò con la costruzione di una squadra composta da molte figure di spicco, come Gabriel Mikulas, Jason Osborne, Joshua Pittman e Pablo Sebastián Rodríguez, tra gli altri. Il club si presentava come un forte candidato al titolo nazionale, e chiuse da vicecampione nella quinta edizione della Copa Argentina, venendo sconfitto solamente dal Boca Juniors nella finale.
Nel mese di novembre, disputò una nuova finale sempre contro il Boca Juniors, questa volta nel Torneo Súper 8, vincendo e laureandosi campione del torneo. Successivamente, il 31 gennaio, Peñarol sconfisse nuovamente il Boca Juniors, stavolta nella prima edizione della Copa Desafío, competizione che metteva di fronte in gara unica i vincitori della Copa Argentina e del Torneo Súper 8. Il risultato fu 89-78, con il Peñarol che giocò in casa davanti a 4.000 spettatori.
I due club si ritrovarono poi anche nella finale della Liga Nacional di quella stagione. Contro ogni aspettativa, i milrayitas calarono visibilmente nel loro rendimento in campo e alla fine il Boca Juniors si laureò campione, vincendo la serie di playoff per 4-2.
Per la stagione successiva, la 2007-08, il club ingaggiò uno degli allenatori più influenti della sua storia, Sergio “Oveja” Hernández; che proveniva proprio dal Boca Juniors, con cui aveva vinto quattro titoli, e vantava anche due titoli con l'Estud. Olavarría, risultando quindi uno degli allenatori più ambiti del paese.
«Peñarol è il più grande della Liga Nacional. Lo abbiamo dimostrato in queste finali, perché al di là del risultato, è stato un fatto inedito mettere 21.000 persone in 3 partite. Questo fatto unico ci faceva pensare che meritassimo di fare un ulteriore salto. E lo abbiamo fatto, portando il miglior tecnico del paese per posizionare Peñarol al vertice in ogni competizione.»
— Domingo Robles, presidente del club durante la presentazione di Sergio Hernández.
Durante la prima stagione con Hernández, il club disputò una fase iniziale altalenante, con sette vittorie e sette sconfitte, e subì anche una penalizzazione di due punti a causa di episodi di violenza provocati dai tifosi durante la Copa Argentina di quella stagione. Tuttavia, fu invitato a partecipare al Torneo Súper 8 del 2007, che si disputava a Mar del Plata, ma fu eliminato già nella prima fase dal Regatas Corrientes, che poi avrebbe vinto il torneo.

### Primo titolo internazionale
A campionato già iniziato, nel 2008 il club partecipò nuovamente a una competizione internazionale: la FIBA Americas League 2007-2008, nuova competizione organizzata da FIBA Américas, che riuniva sedici squadre del continente. Nonostante inizialmente si temesse il ritiro del club per motivi economici, il Peñarol non solo partecipò, ma vinse il torneo.
La squadra iniziò la competizione giocando a Mar del Plata, nel Gruppo D. La prima partita fu contro il Liceo Mixto del Cile, battuto 95-76. Poi affrontò il rivale nazionale Libertad Sunchales, vincendo per 69-64 e ottenendo la qualificazione alla fase successiva. Il terzo incontro fu un'altra vittoria, questa volta contro l’Universo Brasilia, con il punteggio di 84-67.

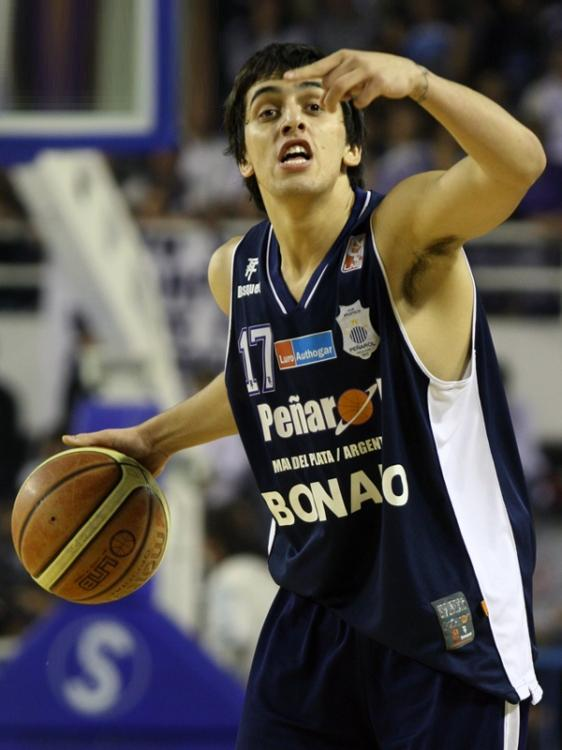
Facundo Campazzo, ha giocato con la canotta del Peñarol dal 2008 al 2014.

Nella seconda fase, il Peñarol affrontò la squadra dell'Uruguay del Defensor Sporting in una serie al meglio delle tre gare. Dopo aver perso la prima in Uruguay per 95-98, ribaltò la serie con due vittorie consecutive a Mar del Plata (98-74 e 77-68), qualificandosi così al Final Four. Questo passaggio del turno però costrinse il club a cedere il proprio posto nella Liga Sudamericana 2008 al Regatas Corrientes.
La Final Four si giocò all’Auditorio del Estado, a Mexicali (Messico), contro i Soles de Mexicali (squadra locale), i Miami Tropics (Stati Uniti) e il Minas Tênis Clube (Brasile). Il Peñarol vinse la prime due partite del girone contro i Miami Tropics ed il Minas Tênis Clube, ma perse alla terza ed ultima giornata contro i padroni di casa del Soles de Mexicali per 84-79; però nonostante la sconfitta all'ultima giornata la squadra argentina si laureò campione della prima edizione della FIBA Americas League grazie ad una migliore differenza punti.
Dopo questo trionfo internazionale, il club concluse una buona seconda fase nella Liga Nacional, classificandosi quarto e accedendo direttamente ai quarti di finale, dove sconfisse agevolmente il Monte Hermoso. Tuttavia, il cammino si fermò in semifinale, dove venne eliminato dal Libertad Sunchales in tre partite.

### Inizio del “Tri”

#### Stagione 2009-10
Dopo il rinnovo del contratto con Sergio Hernández e l’arrivo di Leonardo Gutiérrez, Sebastián Rodríguez, lo straniero Brian Woodward, Martín Leiva e Raymundo Legaria, i milrayitas iniziarono la stagione con la Copa Argentina, affrontando il Ciclista Juninense a Mar del Plata. Facevano parte del girone anche Argentino de Junín e il rivale storico del Quilmes M. Plata. Vincendo tutte le sei partite (andata e ritorno), si qualificarono alla seconda fase, il quadrangolare sud, giocato al Socios Fundadores di Comodoro Rivadavia. Vinsero il gruppo e avanzarono al quadrangolare finale, ma a Trelew non ottennero buoni risultati e terminarono terzi per differenza canestri.
Nella prima fase della Liga Nacional 2009-10, Peñarol fu primo nella zona sud con 24 punti (10 vittorie e 4 sconfitte), conquistando così il primo posto nel Torneo Súper 8, disputato a Mar del Plata. Il torneo cominciò il 17 dicembre con il clasico contro il Quilmes M. Plata nei quarti; il Peñarol vinse 93-87 con ottime prestazioni di Mike Jones (nuovo straniero) e Gutiérrez. In semifinale superò il Sionista Paraná per 78-65 e in finale affrontò l'Atenas Córdoba, che l’anno prima lo aveva battuto nella finale della Liga. Il Peñarol vinse 74-67 al Polideportivo Islas Malvinas, conquistando il primo titolo dell’anno e il primo della sua storia nel Súper 8.
Il 22 gennaio 2010 esordì a Panamá nella FIBA Americas League, dove rimase imbattuto nella fase a gironi e si qualificò per la seconda volta alle Final Four della competizione, disputato dal 4 al 6 febbraio. Il torneo si concluse a Mar del Plata, dove il Peñarol si impose su tutti gli avversari, vincendo il secondo titolo della stagione e il secondo titolo continentale della sua storia. L' MVP della competizione fu Kyle Lamonte.

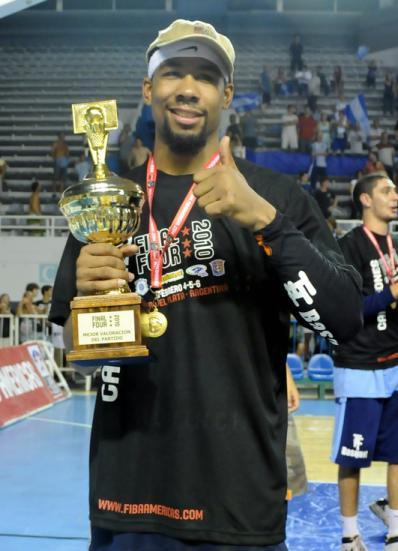
Kyle Lamonte, con il titolo di MVP della Liga Nacional 2009-10

Durante la seconda fase della stagione, il Peñarol vinse anche la Copa Desafío battendo il Quimsa (campione della Copa Argentina) per 76-63 al Polideportivo. Concluse poi la seconda fase della Liga Nacional in testa con 65 punti (23 vittorie e 7 sconfitte), qualificandosi al Torneo InterLigas. Il torneo, disputato sempre a Mar del Plata, fu vinto dal Peñarol che vinse la finale contro l'Universo Brasilia per 90-78.
Nei playoff, dopo aver eliminato il Club Atlético Lanús per 3-0, sconfisse anche il Boca Juniors con lo stesso risultato e raggiunse la finale contro l'Atenas Córdoba. Vinse i primi due incontri in casa, poi portò la serie sul 3-1 con un successo esterno, chiudendo il 25 maggio in casa con un netto 80-60, conquistando il secondo titolo nazionale della sua storia e il quinto trofeo stagionale.

#### Stagione 2010-11
Confermati giocatori chiave come Mata, Leiva, Tato Rodríguez, Gutiérrez, Reinick, Diez e il giovane Facundo Campazzo, il club si presentò come campione in carica di tutte le competizioni principali. Si unì anche Adrián Boccia dalla seconda divisione spagnola.
Partecipò alla Copa Argentina 2010, torneo mai vinto fino ad allora. Dopo aver eliminato Quilmes M. Plata, G. de Comodoro e Monte Hermoso, si qualificò alle Final Four a Santiago del Estero, dove superò Libertad Sunchales e i padroni di casa, chiudendo con la differenza punti migliore (+29) e conquistando l’unico titolo che gli mancava.
Nella prima fase della Liga Nacional, il Peñarol vinse 13 partite su 14 disputate e chiuse primo nella zona sud. Partecipò anche alla FIBA Americas League 2010-2011, vincendo contro Espartanos del Venezuela e i Toros dal Messico, ma cadde con il Regatas Corrientes, qualificandosi comunque alla seconda fase; nel secondo girone però la squadra ottenne una sola vittoria e due sconfitte concludendo al terzo posto in classifica e mancando così la qualificazione per la final four.
Nel Súper 8, con una squadra rimaneggiata, batté il Ciclista Olímpico e vendicò la sconfitta con il Regatas Corrientes, ma perse in finale perse contro l'Atenas Córdoba per 92-85.
Nel 2011 ci fu un leggero calo: 4 vittorie e 4 sconfitte a gennaio. Tuttavia, chiuse terzo nella Liga Nacional, qualificandosi direttamente ai playoff e al terzo InterLigas consecutivo. Nel Torneo InterLigas giocato a Mendoza, batté l'UniCEUB Brasília ed il Flamengo dal Brasile, ma perse contro i connazionali dell'Obras Sanitarias, mancando la finale e la possibilità di difendere il titolo coqnuistatato l'edizione precedente.

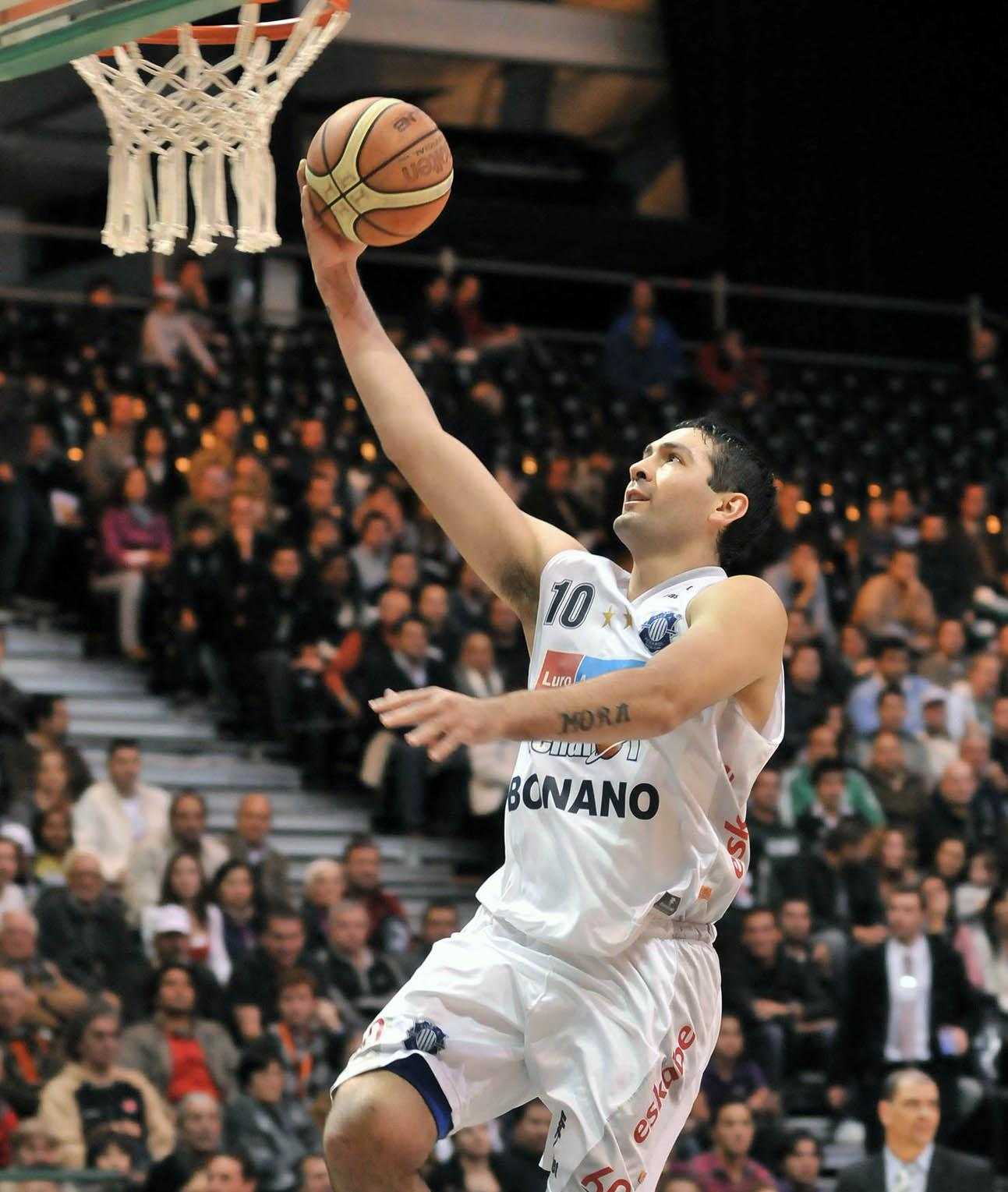
Leo Gutierrez, mentre realizza due punti nelle 'Finals della LNB contro l'

Nei quarti di finale della Liga Nacional, batté il Regatas Corrientes nella decisiva gara 5 dopo essere stato rimontato nella serie dal 2-0 iniziale, poi eliminò il Libertad Sunchales con una spettacolare rimonta a Sunchales in gara tre, da -23 all'intervallo alla vittoria per 95-86. In finale, per il terzo anno consecutivo, affrontò l'Atenas Córdoba. Vinse i primi due match in casa, perse il terzo a Córdoba, vinse il quarto e chiuse la serie in gara 5 a Mar del Plata: 89-83, conquistando il terzo titolo di Liga Nacional.

#### Stagione 2011-12
Il Peñarol si presentò campione in carica, ma rinunciò alla partecipazione alla FIBA Americas League per i costi troppo elevati. Partecipò comunque alla Liga Nacional, al Súper 8 e all’InterLigas. Rinnovati i contratti di Hernández, Kyle Lamonte, Alejandro Reinick, e tornò anche Pablo Barrios. Durante la preparazione però la squadra perse due elementi importanti, Leonardo Gutiérrez fu operato per aritmia cardiaca e Tato Rodríguez annunciò il ritiro per problemi all’aorta.
Al Súper 8 partecipò con la squadra anche Andrés Nocioni, durante il lock-out NBA. Con Campazzo come nuovo playmaker titolare, il Peñarol vinse contro Est. Bahía Blanca, Obras Sanitarias e Libertad Sunchales in finale, conquistando il primo titolo della stagione.
Con l'arrivo del 2012, in vista della seconda fase della Liga Nacional, la squadra aggiunse Matías Ibarra al roster, mentre Andrés Nocioni lasciò il club. Dopo una grande performance nella prima parte della fase, il Peñarol ebbe un calo nelle ultime giornate e chiuse al secondo posto, qualificandosi direttamente ai quarti di finale e, per il terzo anno consecutivo, anche al Torneo InterLigas. Nel torneo internazionale, Peñarol vinse il proprio girone e si qualificò alla finale, dove sconfisse il Pinheiros (Brasile) per 88 a 75, conquistando il secondo titolo della stagione.
Nei playoff, dopo aver superato l' Est. Bahía Blanca nei quarti ed il Libertad Sunchales, raggiunse la quarta finale consecutiva della Liga Nacional, stavolta contro l'Obras Sanitarias, la migliore squadra della stagione regolare. Il Peñarol vinse 3 gare su 4 iniziali, perse gara 5 a Buenos Aires, ma chiuse la serie in gara 6 a Mar del Plata con il risultato di 75-56, diventando campione della Liga Nacional per la quarta volta nella storia del club. Il miglior giocatore delle finali fu Facundo Campazzo.

### Fine del ciclo Sergio Hernández
Nella stagione 2012-13, il Peñarol partecipò a due tornei: Liga Nacional e Liga Sudamericana. Inoltre, buoni risultati in entrambe le competizioni avrebbero potuto garantire la qualificazione alla FIBA Americas League 2013 e al Torneo Súper 8 2012.
La stagione nella Liga Nacional iniziò con una vittoria contro il Boca Juniors, ma arrivarono subito notizie negative: Franco Giorgetti si infortunò alla spalla e restò fuori per cinque mesi. Alla seconda giornata invece, contro l' Obras Sanitarias, Leonardo Gutiérrez venne sospeso per motivi disciplinari per cinque partite. Nonostante ciò, il Peñarol concluse la prima fase primo nel gruppo, con solo due sconfitte, e si preparò ad ospitare il Gruppo C della Liga Sudamericana, che comprendeva anche Flamengo (Brasile), Deportes Castro (Cile) e Hebraica Macabi (Uruguay). Dopo aver vinto tutte le partite, si qualificò alla fase successiva e così ottenne anche il pass per la FIBA Americas League.
Nel Torneo Súper 8 2012, la squadra invece fu subito eliminata ai quarti di finale dal Quimsa per 74-66, non riuscendo così a difendere il titolo. Nella seconda fase della Liga Sudamericana, disputò il Gruppo F composto interamente da squadre argentine) all’Estadio Obras Sanitarias, ottenendo l'accesso per la Final Four per differenza canestri. Nella fase finale però, non ottenne alcuna vittoria e concluse all’ultimo posto il girone.
A fine 2012, il Peñarol e altri tre club argentini decisero di ritirarsi dalla FIBA Americas League, rimanendo così con la sola Liga Nacional da disputare. Il Peñarol chiuse la seconda fase al terzo posto in classifica. Nei playoff, batté il Quimsa per 3-1 nei quarti, ma perse in semifinale contro il Club Atlético Lanús, che vinse la serie in 5 partite. Dopo la sconfitta, l’allenatore Sergio Sergio Santos Hernández annunciò la sua partenza dal club.
«Sento che io e il Peñarol avevamo bisogno di una pausa, di chiudere un ciclo molto legato al successo. È stata una decisione difficile da prendere, ma chiara. Non mi vedo ad allenare un’altra squadra in questa lega. Mi sentivo svuotato, come dopo una trasfusione. Non era solo per l’addio, era per la sconfitta.» — Sergio Hernández

### Inizio del ciclo Fernando Rivero
Dopo l’addio dell’"Oveja" Hernández, il Peñarol affidò la panchina a Fernando Rivero, storico vice allenatore del club dal 2005. In rosa erano rimasti solo Facundo Campazzo, Franco Giorgetti e Leonardo Gutiérrez. In seguito arrivarono Axel Weigand, Adrián Boccia, Isaac Sosa da Portorico, Martín Leiva, tra gli altri.
Dopo alcune giornate di Liga Nacional, partecipò al Gruppo C della Liga Sudamericana ad Ambato (Ecuador). Perse la prima contro il São José (Brasile), poi batté il Búcaros de Buc.(Colombia) e Importadora Alvarado (Ecuador), qualificandosi alla fase successiva. In semifinale, in Uruguay, condivise il gruppo con Aguada, Argentino de Junín e UniCEUB Brasília (guidato da Hernández). Perse le prime due gare, compreso un netto 61-88 contro il club brasiliano, e vinse solo l’ultima, venendo eliminata dalla competizione.
Termina la Liga Sudamericana, il Peñarol si qualificò per il Torneo Súper 8 di San Martín (Mendoza), dove vinse contro prima contro il Libertad Sunchales ed il Regatas Corrientes, e in finale contro il Quimsa per 82-76, conquistando il primo titolo della stagione e il quarto Súper 8 della sua storia.

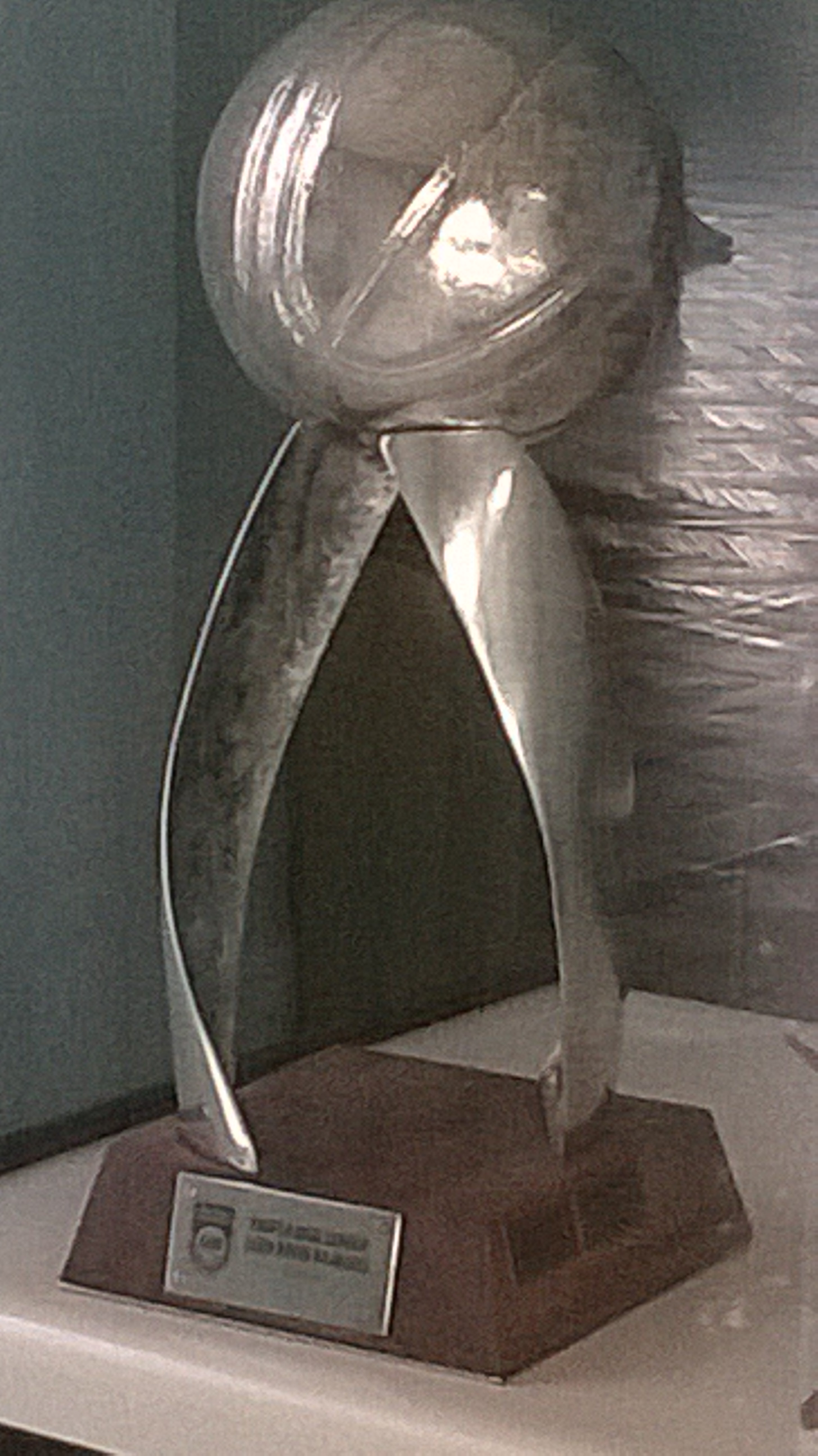
Il Trofeo della Liga Nacional 13-14 vinto dal Peñarol.

La squadra concluse la regular season della Liga Nacional 2013-14 al secondo posto in classifica, dietro il Regatas Corrientes. Nei quarti affrontò per la prima volta in tale fase gli storici rivali del Quilmes M. Plata, che arrivava dai playout della stagione precedente. Perso il primo match, Peñarol vinse i successivi tre e accedette alle semifinali, dove superò agevolmente anche il Boca Juniors. In finale sfidò il Regatas Corrientes, l’altra grande favorita della stagione.
La serie iniziò a Corrientes, dove le squadre si divisero i primi due incontri. A Mar del Plata, il Peñarol vinse entrambi i match e andò avanti sul 3-1. Dopo la vittoria del Regatas Corrientes in gara 5, la serie tornò a Mar del Plata, dove il Peñarol vinse 88-73, con 33 punti di Campazzo, eletto MVP delle finali, e si aggiudicò per la quinta volta il titolo della Liga Nacional.

#### Stagione 2014-15
Dopo il titolo, il Peñarol perse Campazzo (passato al Real Madrid) e firmò Ray Fisher, Luciano Massarelli (MVP del TNA 2013–14), Alejandro Diez, Alejandro Konsztadt, Fabián Sahdi. Dopo una prima fase irregolare (11-7), il club sostituì lo straniero Fisher con Justin Ray Giddens. Si qualificò al Torneo Súper 8, battendo il Quilmes M. Plata per due volte nei quarti, ma fu eliminato dall'Obras Sanitarias in semifinale.
Nel 2015, partecipò alla FIBA Americas League come campione argentino in carica. Vinse il girone a São José dos Campos in Brasile battendo Fuerza Regia (Messico), Leones de Managua (Nicaragua) ed i padroni di casa del São José. La seconda fase si giocò a Mar del Plata (dopo un intervento d’urgenza per sistemare il parquet danneggiato), dove vinse contro i Trotamundos (Venezuela) e Hal.s R. Veracruz (Messico), ma perse contro il Flamengo, chiudendo secondo nel gruppo. Nella Final Four di Río de Janeiro, il Peñarol perse in semifinale contro il Bauru (80-61) e nella finale per il 3º posto fu sconfitto nuovamente dal Flamengo, chiudendo al quarto posto la competizione.

### Fine del ciclo Rivero – Ritorno di Hernández
Dopo il quarto posto nella competizione continentale, il Peñarol chiuse la Liga Nacional terzo nella zona Sud, e aggiunse Martín Osimani alla squadra per i playoff. Nei quarti (ottavi di conference) eliminò il Bahía Basket in 5 gare. In semifinale, contro il G. de Comodoro, vinse la prima ma perse le tre successive, uscendo dalla competizione.
Dopo due stagioni da capo allenatore e dieci totali nel club, Rivero lasciò l’incarico. Il 29 luglio 2015, Sergio Santos Hernández fu annunciato ufficialmente di nuovo come capo allenatore, incarico che affiancò al ruolo di CT della nazionale argentina.
Furono confermati Leonardo Gutiérrez, ma lasciarono il club Boccia, Leiva e Gabriel Fernández (ritirato). Arrivarono Juan Pablo Figueroa, Nicolás Brussino, Roberto Acuña, e gli stranieri Jimmy Baxter e Reggie Okosa.
Il club chiuse la prima fase fuori dai primi due posti e non si qualificò al Torneo Súper 4. Concluse la regular season secondo nella sua conference, ma fu eliminato in semifinale di conference da Bahía Basket in quattro gare, perdendone anche una in casa.

### Stagioni recenti

#### Stagione 2015–2016: Fine del secondo ciclo Hernández
Dopo la stagione 2015–2016, Sergio Hernández lasciò la guida tecnica della prima squadra, venendo sostituito da Marcelo Richotti. Tra i giocatori in uscita, spiccano Nicolás Brussino, passato in NBA, Luciano Massarelli, andato a Ciclista Olímpico, e Fabián Sahdi, trasferitosi al Quimsa. Tra i confermati, Leonardo Gutiérrez rinnovò per un’ulteriore stagione. Tuttavia, il club concluse l’annata fuori dai play-off.

#### Stagione 2016–2017: L’inizio del terzo ciclo Gutiérrez
Dopo il ritiro di Leo Gutiérrez, il leggendario giocatore assunse l’incarico di allenatore principale della prima squadra. Furono rinnovati anche Alejandro Diez, Jerónimo Barón e lo straniero Steffphon Pettigrew. Nell’ottobre 2017 tornò al club anche Martín Leiva, vincitore di quattro titoli con Peñarol.
Dopo un deludente Torneo Súper 20, concluso con l'eliminazione al primo turno dei play-off, tornò in squadra anche Kyle Lamonte, altro pluricampione con la maglia di Peña. La stagione fu negativa, condizionata da infortuni e da prestazioni individuali deludenti. Lamonte fu rescisso a stagione in corso per motivi disciplinari. Ad una giornata dalla fine della regular season, il Peñarol si salvò dalla retrocessione e si qualificò ai play-off, dove fu eliminato al primo turno dal San Lorenzo per 3-1.

#### Stagione 2018–2019: Ultimo anno di Gutiérrez
Con Leo Gutiérrez ancora alla guida, la squadra fu composta da Nicolás Gianella, Alejandro Alloatti, vari giovani, e nuovi innesti come Lucas Arn, Bruno Barovero, Nicolás Lauría, Damián Tintorelli e lo statunitense Du'Vaughn Maxwell. 
Nel Torneo Súper 20, il Peñarol vinse sei partite su otto, classificandosi primo del girone, ma venne eliminato agli ottavi dall' Hispano Americano. Nella Liga Nacional, la squadra rimase in zona bassa fino alle ultime giornate e ottenne la salvezza all’ultima partita, vincendo il clásico per 95-86 ai supplementari contro il Quilmes M. Plata. Tras esa temporada Leo Gutiérrez dejó la conducción del equipo. Dopo la stagione, Gutiérrez lasciò la panchina.

#### Stagione 2019–2020: Nuovo progetto con Piccato
In vista della nuova stagione, il club nominò Sebastián Rodríguez, ex capitano e bandiera del club, come direttore sportivo e Gabriel Piccato come allenatore. A metà stagione, Piccato però si dimise e fu sostituito da Carlos Romano, al suo terzo ciclo con il club.

#### Stagione 2020–2021: Campionato nella bolla
La stagione fu fortemente condizionata dalla pandemia da COVID-19. La Liga si disputò con formato a bolla a Buenos Aires, il Peñarol giocò le sue partite “casalinghe” presso i campi dell' Obras Sanitarias e Ferro Carril Oeste.
La squadra, formata da Franco Pennacchiotti, Santiago Vaulet, Diego Gerbaudo, Guido Mariani, Rodrigo Acuña e i giovani Tomás Monacchi e Joaquín Valinotti, ebbe una stagione in crescita sotto la guida del nuovo allenatore Leandro Ramella, con un buon finale di stagione in cui sfiorò l’accesso ai play-off, chiudendo 13ª.

#### Stagione 2021–2022: Rinascita con Ramella
Confermato Leandro Ramella, il Peñarol tornò a ritrovare la propria identità. Nonostante l’eliminazione nella fase a gironi del Torneo Súper 20, la squadra mostrò un buon gioco, basato su un mix di giovani e veterani motivati.
Il roster comprendeva:
Phillip Lockett, Federico Marín, Al Thornton, Bruno Sansimoni, Carlos Buemo, Joaquín Valinotti, Tomás Monacchi, Tevin Glass e Nicolás Franco.
Durante la Liga, dopo una serie di risultati altalenanti, iniziò una striscia di 12 vittorie consecutive, tra cui successi prestigiosi contro il Quimsa ed il G. de Comodoro, togliendo l’imbattibilità in campionato ad entrambe. Il Peñarol concluse la regular season al 4º posto, ma fu eliminato ai quarti di finale dal Boca Juniors.

## Colori e simboli

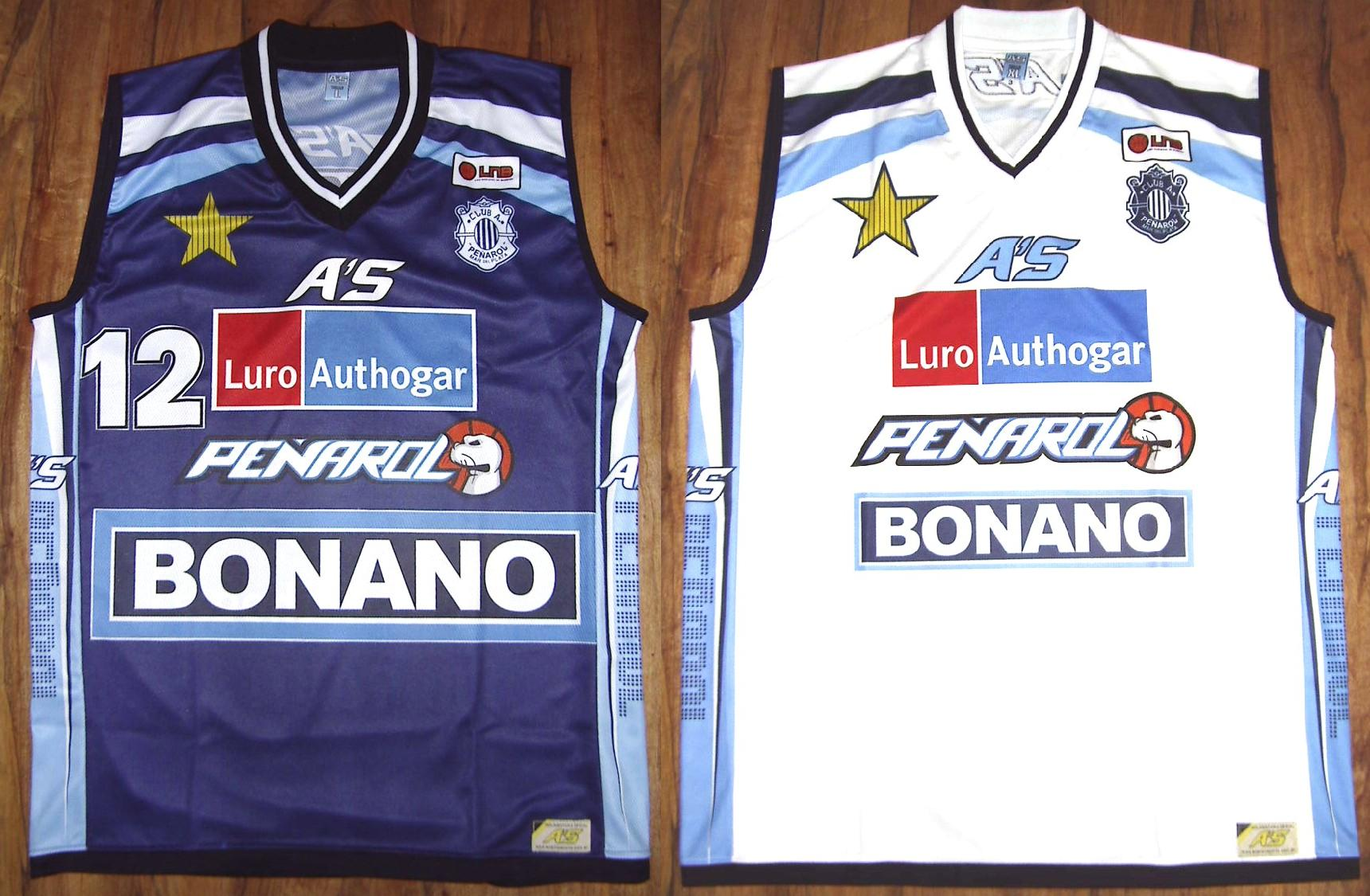
Le canotte della stagione 2006-2007

I colori sociali del club sono blu e bianco, distribuiti nella divisa ufficiale a strisce verticali. Tuttavia, a causa di varie disposizioni adottate dall’Asociación de Clubes, l’uniforme ha subito modifiche stagione dopo stagione. Uno dei cambiamenti più radicali avvenne a partire dalla Liga 2006-07, quando vennero vietate le strisce, le bande, i degradé e altre caratteristiche grafiche delle maglie.
Inoltre, per regolamento, la divisa da gioco in casa deve essere di colore scuro, mentre quella da trasferta deve essere chiara.
Un elemento caratteristico delle maglie del Peñarol è la grande stampa del nome del club sulla parte frontale, accanto allo stemma, e la presenza di stelle a simboleggiare i successi sportivi ottenuti. Ad esempio, nel 2008 fu aggiunta una stella per celebrare il trionfo nella FIBA Americas League, mentre nel 2011 furono inserite quelle relative ai tre titoli nazionali conquistati fino ad allora.
A partire dalla stagione 2015-16, cessò di essere in vigore la norma che impediva ai club di usare più colori sulle divise, permettendo così a Peñarol di reintrodurre le classiche strisce bianche multiple sulla maglia titolare.

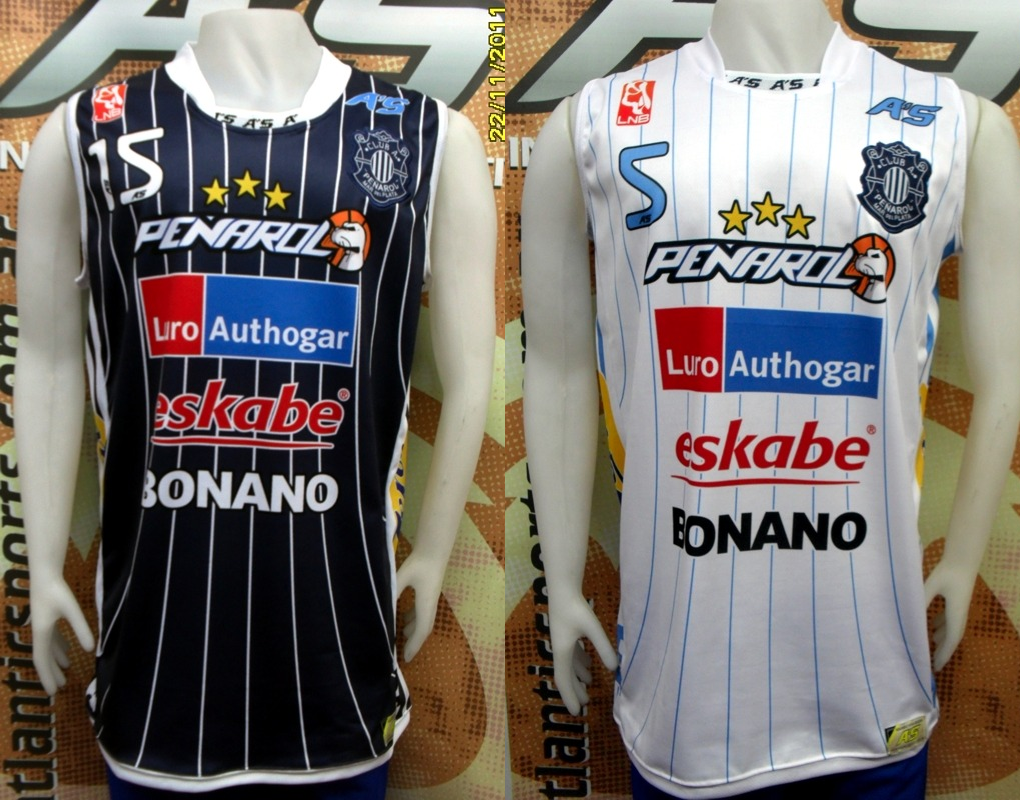
Le divise della stagione 2011-2012

| Periodo      | Sponsor          |
| ------------ | ---------------- |
| 1986–1990    | Pony             |
| 1990–1991    | Team Foot        |
| 1991–2000    | Topper           |
| 2000–2001    | Sport 2000       |
| 2001–2002    | Flash Sports     |
| 2002–2003    | TMT              |
| 2003–2008    | Atlantic Sport's |
| 2009–2012    | FF Básquet       |
| 2012-attuale | Atlantic Sport's |

### Mascotte
La squadra è spesso associata a un leone marino, una delle sue prime mascotte, nata dal legame con la zona portuale della città. In seguito, la mascotte fu sostituita da un supereroe vestito con i colori del club. Per un certo periodo, la mascotte fu anche un cowboy, soprannominato momentaneamente «il cowboy che non ha mai perso contro un Indio», un riferimento diretto alla rivalità con il Quilmes M. Plata, generalmente chiamato «Indio» in allusione al popolo aborigeno.
Attualmente il club non ha una mascotte ufficiale.

## Strutture
La sede sociale, situata in Garay al numero 2500, dispone di una sala conferenze, una palestra ausiliaria per la pallacanestro, una sala pesi e gli uffici del club, oltre a un bar al piano terra. Il club possiede inoltre un impianto situato alla periferia della città, destinato all’uso ricreativo dei soci all’aperto, che comprende anche un campo da calcio.

### Polideportivo Islas Malvinas
Inaugurato nel 1995 e di proprietà comunale, il Polideportivo Islas Malvinas è il palazzetto dove la prima squadra di basket del Peñarol disputa le sue partite casalinghe. Attualmente, esiste un contratto di affitto tra il club e il comune per l’utilizzo della struttura, ma ciò ha comportato problemi logistici quando il municipio ha concesso l’impianto ad altri eventi. L’episodio più noto e recente si è verificato nel 2013, quando il municipio affittò il palazzetto per tutta l’estate del 2015, cioè per tre mesi.

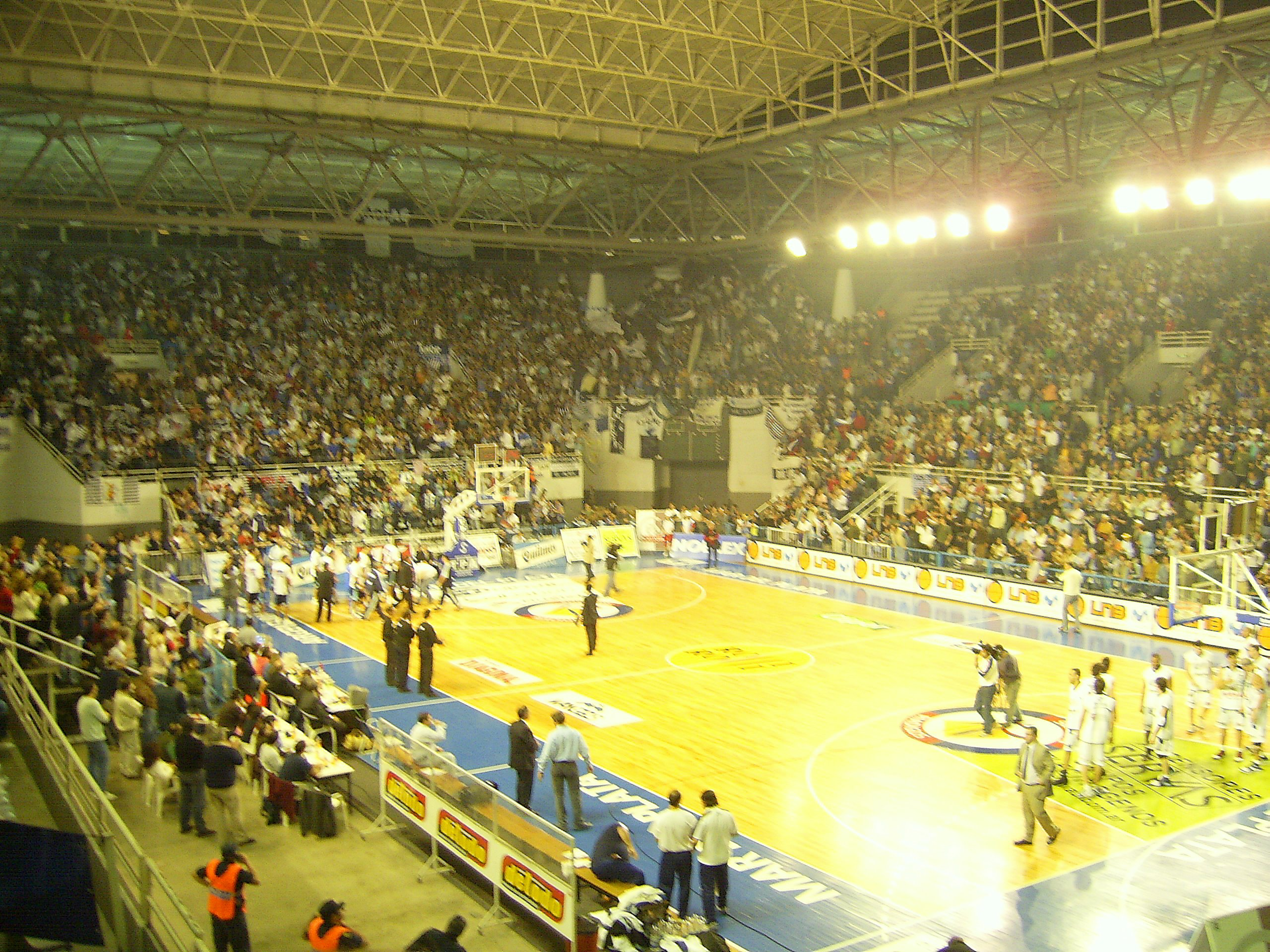
Il Polideportivo durante una partita del 2007 del Peñarol.

Il problema fu risolto rapidamente, ma Peñarol non poté giocare in casa tra il 20 dicembre e il 22 febbraio, dovendo trasferire la località delle proprie partite all’Estadio Once Unidos, notoriamente legato al suo principale rivale, Quilmes M. Plata.
Durante tale situazione tornò alla ribalta l’idea di costruire un impianto di proprietà del club, un desiderio espresso da dirigenti e tifosi, ma il progetto non si concretizzò. Peñarol era riuscito ad ottenere i terreni necessari per la costruzione e aveva anche preso come riferimento per la struttura il Coliseo del Sur, impianto del club Ben Hur.

### Superdomo
In origine, il Peñarol disputava le partite sul campo del suo eterno rivale, il Quilmes M. Plata, che all’epoca non partecipava alla Liga Nacional. In seguito si trasferì al Super domo de Mar del Plata, un palazzetto con capacità di 3.000 spettatori, che ospitò le gare del club tra il 1985 e il 1995.
Nel 2002 si manifestò la volontà di riaprire il Superdomo, a causa degli alti costi per l’utilizzo del Polideportivo Islas Malvinas. L’impianto era strutturalmente integro (con tribune, tabellone elettronico quadrifacciale, bagni e spogliatoi), ma mancavano due supporti per i canestri e la tela di copertura del campo necessitava di una sostituzione. A causa della crisi economica e sociale dell’epoca, parte della copertura andò persa, ma il progetto di riapertura rimase attivo. Esisteva già un preventivo tra i 120 000 e i 140 000 pesos e una data prevista per la riapertura a novembre 2002, ma il club non fu in grado di sostenere il costo della nuova copertura. Il progetto passò così da 140 000 a 250 000 pesos, rendendo l’impresa irrealizzabile per le casse del club e del municipio.

### Microestadio Domingo Robles
Il Microestadio Domingo Robles, originariamente inaugurato con il nome di Américo Gutiérrez, è situato all’interno della sede sociale del club ed è utilizzato per gli allenamenti e le partite delle divisioni giovanili.

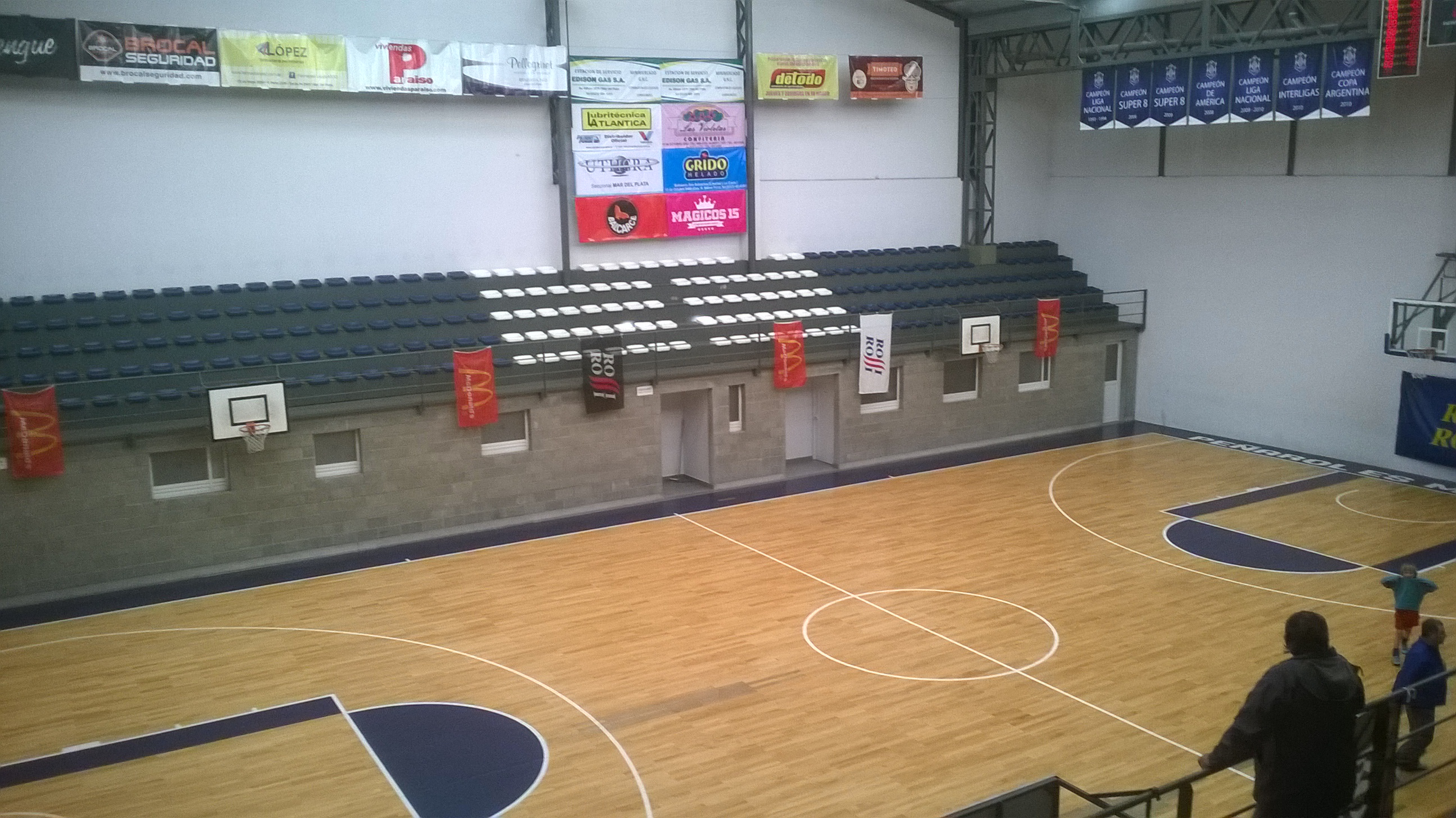
Microestadio Domingo Robles, sede degli allenamenti della squadra

Nel 2011 furono avviati lavori di ristrutturazione totale: fu rifatto il pavimento, costruiti nuovi spogliatoi, installati due tabelloni per una grande palestra centrale e altri quattro disposti trasversalmente per due campi da mini basket. Il campo fu ruotato di 90 gradi, rendendolo parallelo a via Garay, e fu completamente sostituito il tetto, realizzandone uno più alto.

## Rivalità

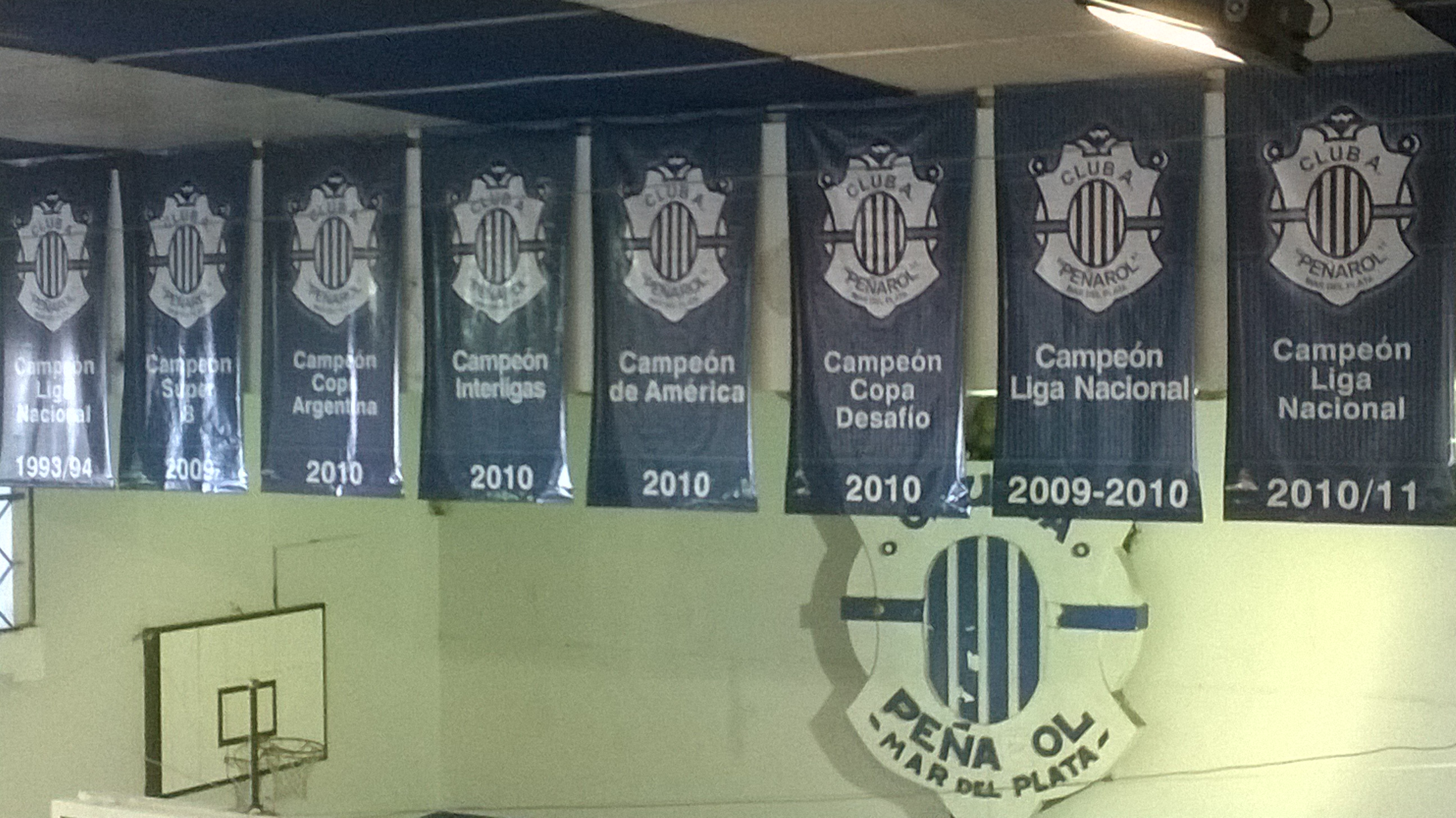
I banner dei titoli vinti tra il 1993 ed il 2011.

Il clasico storico del club è contro il Quilmes, squadra anch'essa di Mar del Plata. A livello nazionale, il Peñarol ha inoltre una forte rivalità con l’Atenas Córdoba, maturata attraverso numerose finali disputate. Altre rivalità importanti si sono sviluppate con Argentino de Junín, Est. Bahía Blanca, Regatas Corrientes, Boca Juniors e Ferro Carril Oeste, considerati insieme a Peñarol tra i grandi club del basket argentino.

### Il Clásico marplatense
Il clásico marplatense del basket argentino è la partita che vede affrontarsi i due club della città di Mar del Plata, il Peñarol e il Quilmes, ed è considerata tale per via del grande richiamo di pubblico, della passione dei tifosi di entrambe le squadre e della storica rivalità cittadina. Attualmente, questa sfida non si disputa più con regolarità, poiché le due squadre militano in categorie diverse.
Sebbene i due club si siano affrontati in varie discipline sportive nel corso degli anni – essendo stati entrambi fondati negli anni ’20 – la rivalità e la denominazione di “clásico” sono nate con l’ingresso delle due squadre nella Liga Nacional de Básquet.
Fu nella stagione 1990 che la rivalità tra le due istituzioni e tra le rispettive tifoserie si intensificò. Prima dell’inizio di quella stagione, la Liga Nacional contava 14 squadre, tra cuiil Peñarol, e si stava valutando la possibilità di ampliarla a 16 squadre. Intanto, la Liga B si era conclusa con il Quilmes M. Plata al terzo posto e, in caso di aumento del numero di squadre, avrebbe ottenuto virtualmente la promozione. Tuttavia, durante una riunione tra i club della massima divisione tenutasi nel novembre di quell’anno, i dirigenti del Peñarol votarono contro l’aumento dei posti disponibili, impedendo così la promozione del Quilmes M. Plata.
Nonostante il Quilmes M. Plata abbia vinto la prima partita ufficiale disputata tra i due club nella Liga Nacional 1991-92 e sia rimasto in vantaggio nello storico degli incontri nei primi anni, Peñarol è riuscito a ribaltare quella supremazia, e dalla stagione 1994-95 non ha mai più perso la posizione di squadra con più vittorie tra le due.
Più recentemente, dal 2004 fino a oggi, il Peñarol ha aumentato ulteriormente il divario, e attualmente supera il suo rivale di 48 vittorie, con un bilancio complessivo di 90 successi a 42.
| Competizione    | PG  |    |    |
| --------------- | --- | -- | -- |
| Liga Nacional   | 107 | 74 | 33 |
| Torneo Súper 20 | 6   | 3  | 3  |
| Copa Argentina  | 17  | 11 | 6  |
| Torneo Súper 8  | 2   | 2  | 0  |
| TOTALE          | 132 | 90 | 42 |

| PG: Partite disputate |
| : Vittorie Peñarol    |
| : Vittorie Quilmes    |

## Statistiche squadra

### Partecipazione ai campionati
| Livello | Categoria                        | Partecipazioni | Debutto | Ultima stagione | Totale |
| 1º      | Liga Nacional de Básquet         | 38             | 1988    | 2024-2025       | 39     |
| 2º      | Primera Nacional B de Básquetbol | 3              | 1985    | 1887            | 39     |

### Partecipazione alle coppe nazionali
| Categoria       | Partecipazioni | Debutto | Ultima stagione | Totale |
| Copa Argentina  | 9              | 2002    | 2010            | 24     |
| Torneo Súper 8  | 8              | 2005    | 2013            | 24     |
| Copa Desafío    | 2              | 2007    | 2010            | 24     |
| Torneo Súper 20 | 5              | 2017    | 2021            | 24     |

### Partecipazione alle coppe internazionali
| Categoria                         | Partecipazioni | Debutto   | Ultima stagione | Totale |
| Liga Sudamericana                 | 2              | 2012      | 2013            | 13     |
| FIBA Americas League              | 5              | 2007-2008 | 2015            | 13     |
| Campeonato Panamericano de Clubes | 1              | 1995      | 1995            | 13     |
| Campeonato Sudamericano de Clubes | 2              | 1995      | 2007            | 13     |
| Torneo Interligas de Básquet      | 3              | 2010      | 2012            | 13     |

## Palmarès

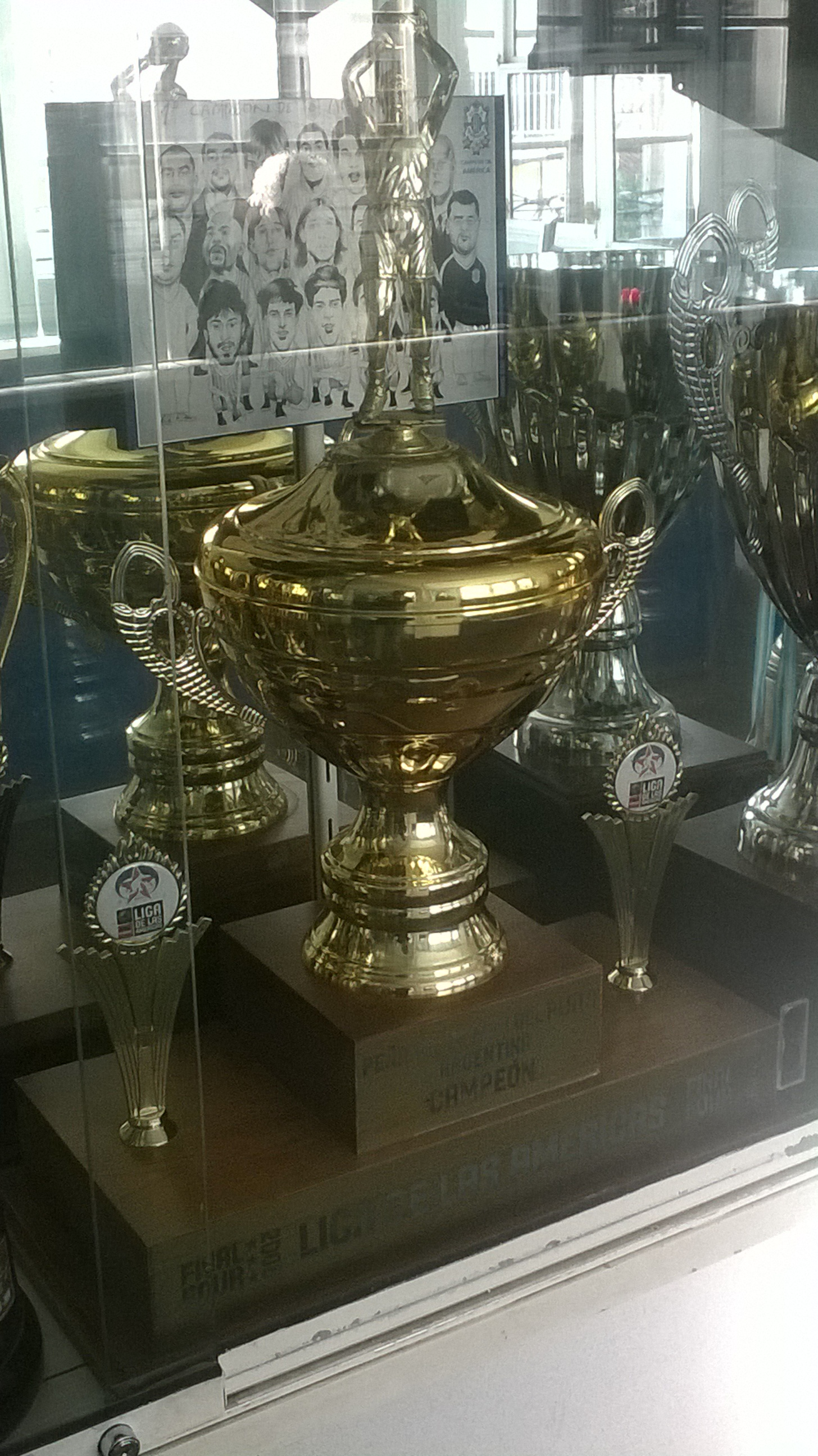
Il trofeo della FIBA Americas League 2009, esposto nel museo del club.

### Titoli nazionali
- Campeonato Argentino de Clubes: 1

1962
- Liga Nacional de Básquet: 5

1993-1994, 2009-2010, 2010-2011, 2011-2012, 2013-2014
- Torneo Súper 8 de Básquet: 4

2006, 2009, 2011, 2013
- Copa Argentina: 1

2010
- Copa Desafío: 2

2007, 2010

### Titoli internazionali
- FIBA Americas League: 2

2007-2008, 2009-2010.
- Torneo Interligas de Básquet: 2

2010, 2012

## Roster attuale
Roster per la stagione 2024-2025.
| Club Atlético Peñarol Mar del Plata 2024-2025 | Club Atlético Peñarol Mar del Plata 2024-2025 |
| Giocatori                                     | Staff tecnico                                 |
| --------------------------------------------- | --------------------------------------------- |

| N. | Naz.                                                | Ruolo | Nome                  | Anno | Alt.   | Peso   |  |
| -- | --------------------------------------------------- | ----- | --------------------- | ---- | ------ | ------ |  |
| 0  | Argentina (bandiera) · Venezuela (bandiera)         | PG    | Víctor Fernández      | 1999 | 176 cm | 75 kg  |  |
| 1  | Stati Uniti (bandiera)                              | AG    | Al Thornton           | 1983 | 203 cm | 100 kg |  |
| 2  | Argentina (bandiera)                                | G     | Facundo Tolosa        | 2001 | 183 cm | 78 kg  |  |
| 11 | Argentina (bandiera)                                | C     | Martín Chapero        | 2007 | 200 cm | 90 kg  |  |
| 15 | Argentina (bandiera)                                | AG    | Nicolás Chiaraviglio  | 2003 | 199 cm |        |  |
| 18 | Argentina (bandiera)                                | C     | Ignacio Bednarek      | 2002 | 206 cm | 99 kg  |  |
| 22 | Argentina (bandiera)                                | PG    | Lucas Andújar         | 1996 | 187 cm | 78 kg  |  |
| 33 | Argentina (bandiera)                                | PG    | Gian Luca Rossi       | 2004 | 170 cm | 75 kg  |  |
| 50 | Stati Uniti (bandiera) · Rep. Dominicana (bandiera) | G     | Marcus Thomas         | 1995 | 190 cm | 82 kg  |  |
|    | Argentina (bandiera) · Bolivia (bandiera)           | G     | Damian Pineda         | 1988 | 194 cm | 84 kg  |  |
|    | Argentina (bandiera)                                | AG    | Federico Marín        | 1981 | 201 cm | 90 kg  |  |
|    | Argentina (bandiera) · Uruguay (bandiera)           | C     | Cristian Scaramuzzino | 1991 | 206 cm | 101 kg |  |
|    | Stati Uniti (bandiera) · Slovacchia (bandiera)      | C     | Kelby Kramer          | 1998 | 212 cm | 104 kg |  |

| Allenatore |
| - Hernán Laginestra |
| Assistente/i |
| - Fernando Malara - Gianluca Brignardello - Tomás Sirochinsky - Juan Mazza (preparatore atletico) - Noe Palacios (medico) - Luciano Gaspari (medico) Legenda - (C) Capitano - (IN) Inattivo - Infortunato Roster |

## Cestisti

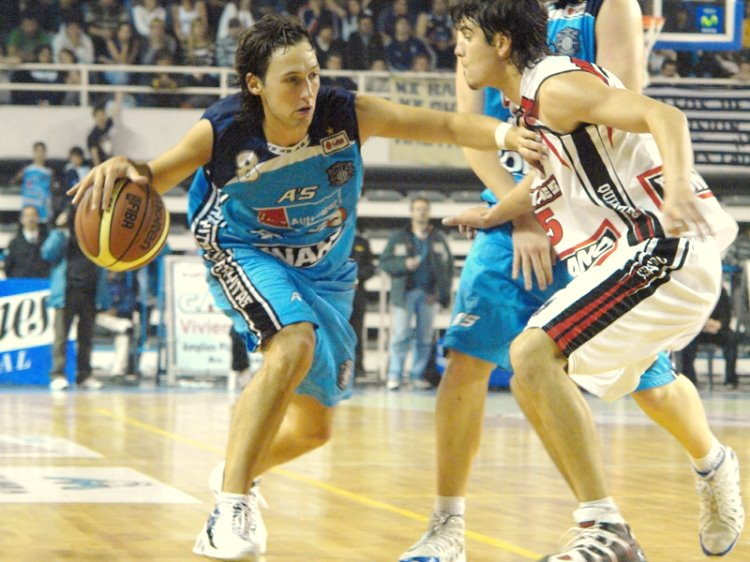
Tato Rodríguez, legenda della squadra, in azione con il Peña nel 2007.

Per questo club sono passati storici giocatori argentini, alcuni dei quali hanno brillato anche nella Nazionale del paese, come Marcelo Richotti, Diego Maggi, Esteban De la Fuente, Rubén Scolari, Héctor Campana, Esteban "Gallo" Pérez, Héctor Haile, Raúl Merlo, Esteban Camissasa, Orlando Tourn, Miguel Cortijo, Luis González, Adolfo Perazzo, Aréjula, Sergio Aispurúa, Hernán Montenegro, Román González, Leonardo Gutiérrez, Facundo Campazzo, Andrés Nocioni e Martín Leiva.
Oltre ai giocatori citati, ci sono stati anche altri atleti con una carriera importante che hanno raggiunto lo status di idoli nel club, come Adolfo Taymir Urciuoli, i fratelli Fernando e Sebastián Rodríguez, Juan Manuel Locatelli e Marcos Mata.
Sono inoltre passati giocatori stranieri come Joe Bunn, Joshua Pittman, Byron Wilson, Jason Osborne, Quincy Wadley, Carlus Groves, Mike Jones, Sam Ivy, Wallace Bryant, Joe Cooper, Zatchary Cooper (il tuttofare), Joe Bradley, Milos Babic, Jerome Mincy, Eugene Holloway, Isaiah Morris, Carl Amos, Eddie Pope (il devastatore), Norris Coleman, Kyle Lamonte e David Jackson.

### Numeri ritirati
| Numeri ritirati dal Peñarol |                      |                |      |                                 |                  |
| N°                          | Naz.                 | Giocatore      | Pos. | Periodo                         | Data ritiro      |
| 8                           | Argentina (bandiera) | Tato Rodríguez | PG   | 1994-1998, 1999-2003, 2004-2011 | 23 novembre 2011 |

### Cestisti celebri
- Adrián Boccia
- Agustín Cáffaro
- Al Thornton
- Amadou Sidibé
- Andrés Nocioni
- Anthony Bonner
- Billy Thompson
- Byron Wilson
- Carlos Romano
- Chris Moss
- Cory Johnson
- Damián Tintorelli
- Daniel Farabello
- Darington Hobson
- Darryl Jackson
- Darryl Johnson
- David Jackson
- David Teague
- Derrick Alston
- Devin Thomas
- Diego Ferrero
- Diego García
- Diego Maggi
- Ed Horton
- Esteban Pérez Spatazza
- Esteban de la Fuente
- Fabián Tourn
- Facundo Campazzo
- Gabriel Fernández
- Nicolás Gianella
- Isaac Sosa
- Isaiah Morris
- Héctor Campana
- Hernán Montenegro
- Javier Bulfoni
- Jason Osborne
- Jerome Mincy
- Jerome Jordan
- Joe Bunn
- Joe Cooper
- Joe Shipp
- Johndre Jefferson
- John Devereaux
- Juan Manuel Locatelli
- Juan Pablo Cantero
- Juan Pablo Figueroa
- Juan Pablo Vaulet
- J.R. Giddens
- Karl Cochran
- Ken Johnson
- Kennedy Winston
- Kyle Austin
- Kyle Lamonte
- Leonardo Gutiérrez
- Luciano Massarelli
- Luis Silveira
- Marcos Mata
- Mario Ghersetti
- Martín Leiva
- Martín Osimani
- Matías Ibarra
- Matías Pelletieri
- Matías Sandes
- Melvin Johnson
- Miguel Cortijo
- Miloš Babić
- Nicolás Brussino
- Norris Coleman
- Raúl Merlo
- Richard Rellford
- Ricardo Glenn
- Román González
- Sam Ivy
- Selem Safar
- Sherell Ford
- Sebastián Vega
- Sundiata Gaines
- Tony Mitchell
- Tyler Harris
- Wallace Bryant
- Áxel Weigand
- Wally Judge
- Zatchary Cooper

## Allenatori

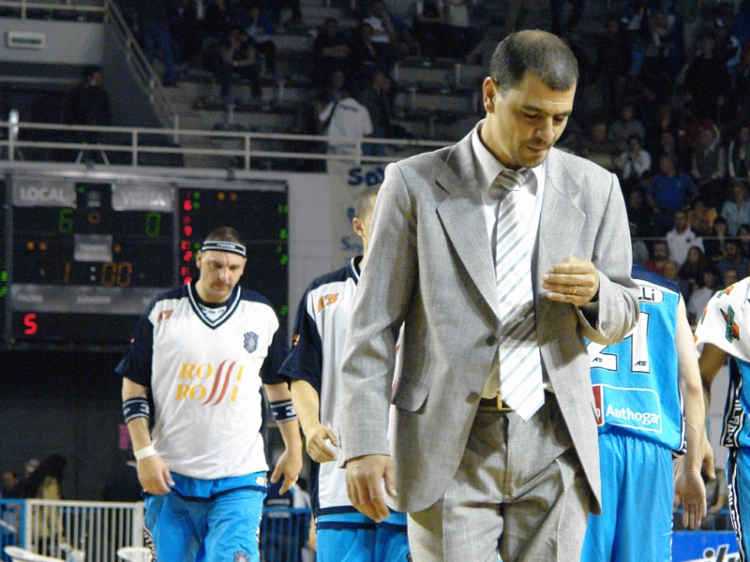
Sergio Santos Hernández, allenatore che ha conquistato 11 trofei sulla panchina del Peñarol.

| Nome                    | Periodo          |
| ----------------------- | ---------------- |
| Horacio Juan Seguí      | 1987 - 1988      |
| Miguel Volcán Sánchez   | 1991 - 1992      |
| Néstor García           | 1992 - 1995      |
| Marcelo Plá             | 1996 - 1999      |
| Carlos Romano           | 1999 - 2002      |
| Marcelo Richotti        | 2002 - 2003      |
| Silvio Santander        | 2003             |
| Daniel Rodríguez        | 2003 - 2004      |
| Osvaldo Echevarría      | 2004             |
| Guillermo Narvarte      | 2004 - 2006      |
| Carlos Romano           | 2006 - 2007      |
| Sergio Santos Hernández | 2007 - 2013      |
| Fernando Rivero         | 2013 - 2015      |
| Sergio Santos Hernández | 2015 - 2016      |
| Marcelo Richotti        | 2016 - 2017      |
| Leonardo Gutiérrez      | 2017 - 2019      |
| Gabriel Piccato         | 2019 - 2020      |
| Carlos Romano           | 2020 - 2021      |
| Leandro Ramella         | 2021 - 2022      |
| Adrián Capelli          | 2022 - 2023      |
| Hernán Laginestra       | 2023 - in carica |